# Wenzel-Hollar-Straße (Düren)
Die Wenzel-Hollar-Straße in der Kreisstadt Düren (Nordrhein-Westfalen) ist eine Innerortsstraße. Sie liegt innerhalb der alten Dürener Stadtbefestigung.

## Lage
Die Straße verbindet die Pletzergasse mit der Jesuitengasse. An der etwa 70 Meter langen Straße befinden sich einige dreistöckige, nach dem Zweiten Weltkrieg erbauten Mehrfamilienhäuser.

## Namensherkunft

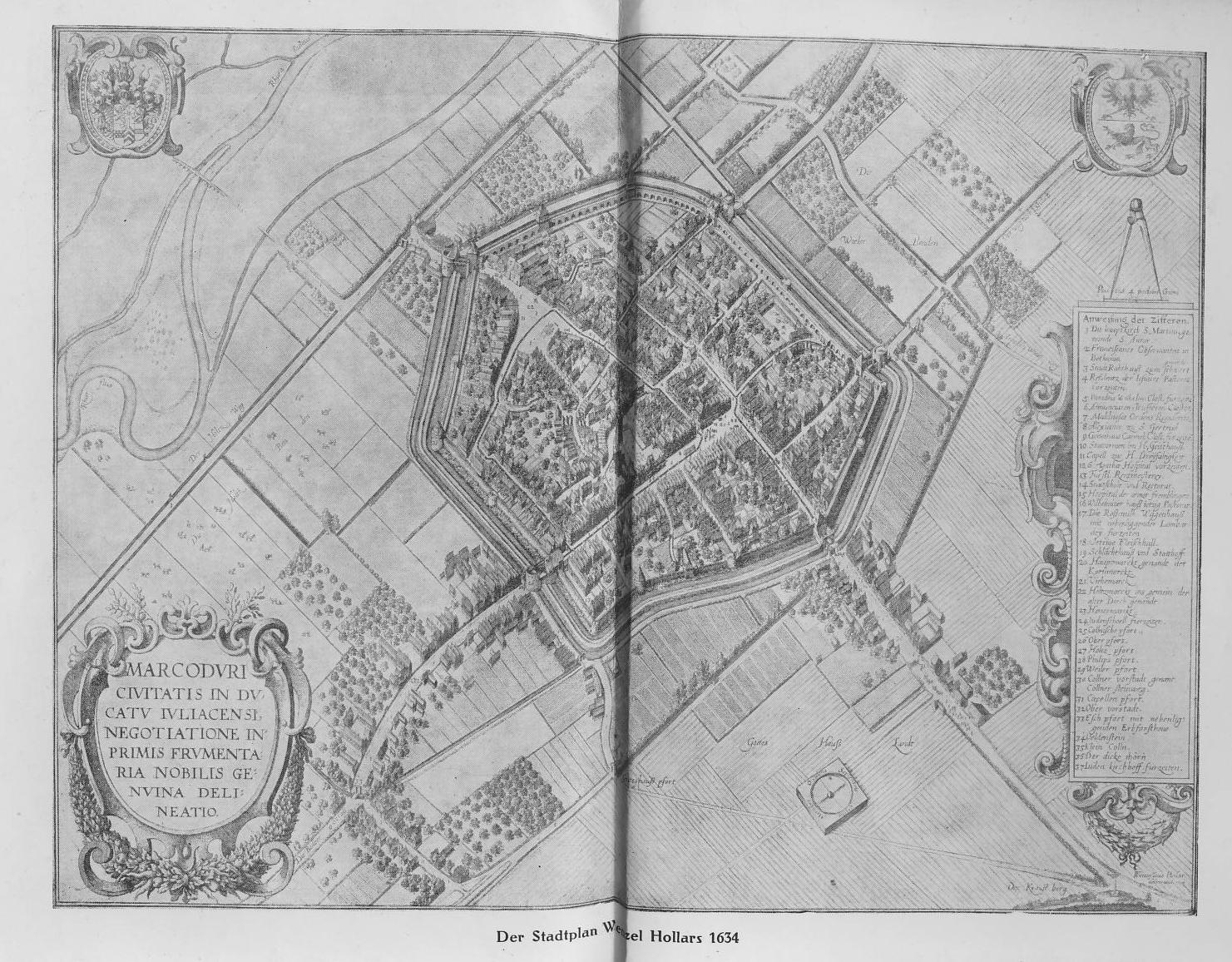
Der Stadtplan von Wenzel Hollar

Die Straße wurde durch Stadtratsbeschluss vom 30. September 1952 nach dem böhmischen Zeichner und Kupferstecher Wenzel Hollar (1607–1677) benannt, der im Jahr 1634 den ersten vollständigen Plan der Stadt Düren zeichnete. 